# Járnsaxa
Járnsaxa (altnordisch Járnsaxa „die mit dem Eisenmesser“) ist in der nordischen Mythologie ein Riesinnenname, der nicht klar zugeordnet werden kann.

## Überlieferung
In der Vǫluspá in skamma – die kleinere Vǫluspá, eine Prophezeiung zum Weltuntergang Ragnarök, die eingebettet ist in das Hyndlulióð – wird die Riesin Járnsalda unter den neun Riesenmüttern des Heimdall genannt. Nach dieser Überlieferung ist Járnsaxa eine der neun Ägirstöchter der Meeresgöttin Rán, die zusammen mit ihren Schwestern Heimdall gebar.
Nach anderer Überlieferung (Snorri Sturluson) – in Skaldsk 21 wird Járnsaxa in einem Kenning für die Göttin Sif verwendet. – war Rivalin Járnsaxas eine weitere Bezeichnung für Sif, die Frau Thors.
Nach der Skaldsk 17 gebar die Riesin Járnsaxa Thor die Söhne Magni und Modi; Magni war Thors Lieblingssohn.